# Naturpark Rila-Kloster

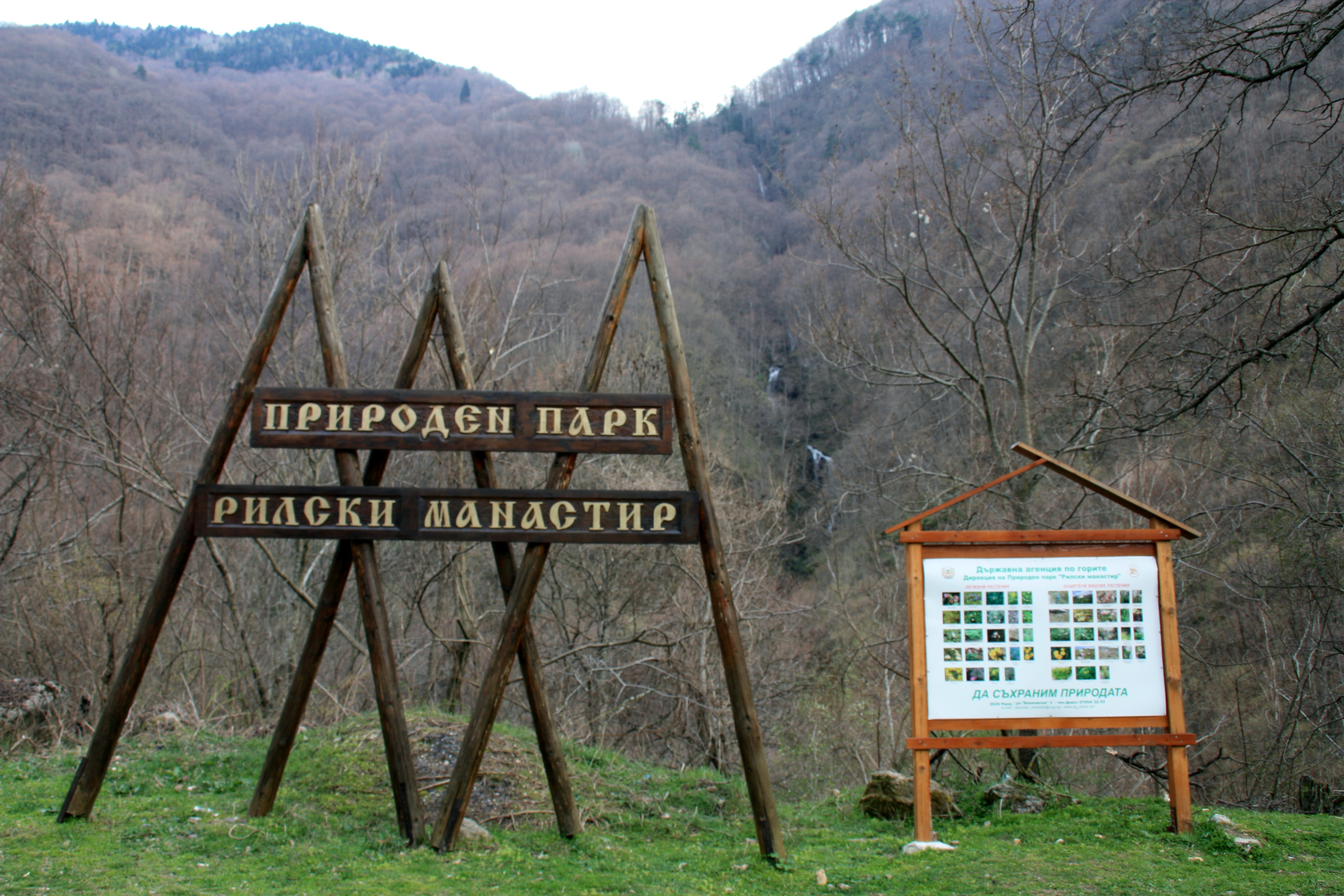
Naturpark Rila Kloster – Willkommen und Wasserfall

Der Naturpark Rila-Kloster (bulgarisch Природен парк Рилски манастир) befindet sich östlich des Rila-Klosters, im Rilagebirge in Bulgarien. Der Park wurde im Jahr 2000 eingerichtet. Er umfasst ein Gebiet von 25.253,2 Hektar. Davon sind 8.883,2 Hektar Hochgebirgsweiden, der Rest sind Waldflächen. Die Gründung des Naturparks verfolgt das Ziel, wertvolle Pflanzen- und Tierarten zu schützen und die Vielfalt der Touristenorte zu erhalten.

## Weitere Fotos

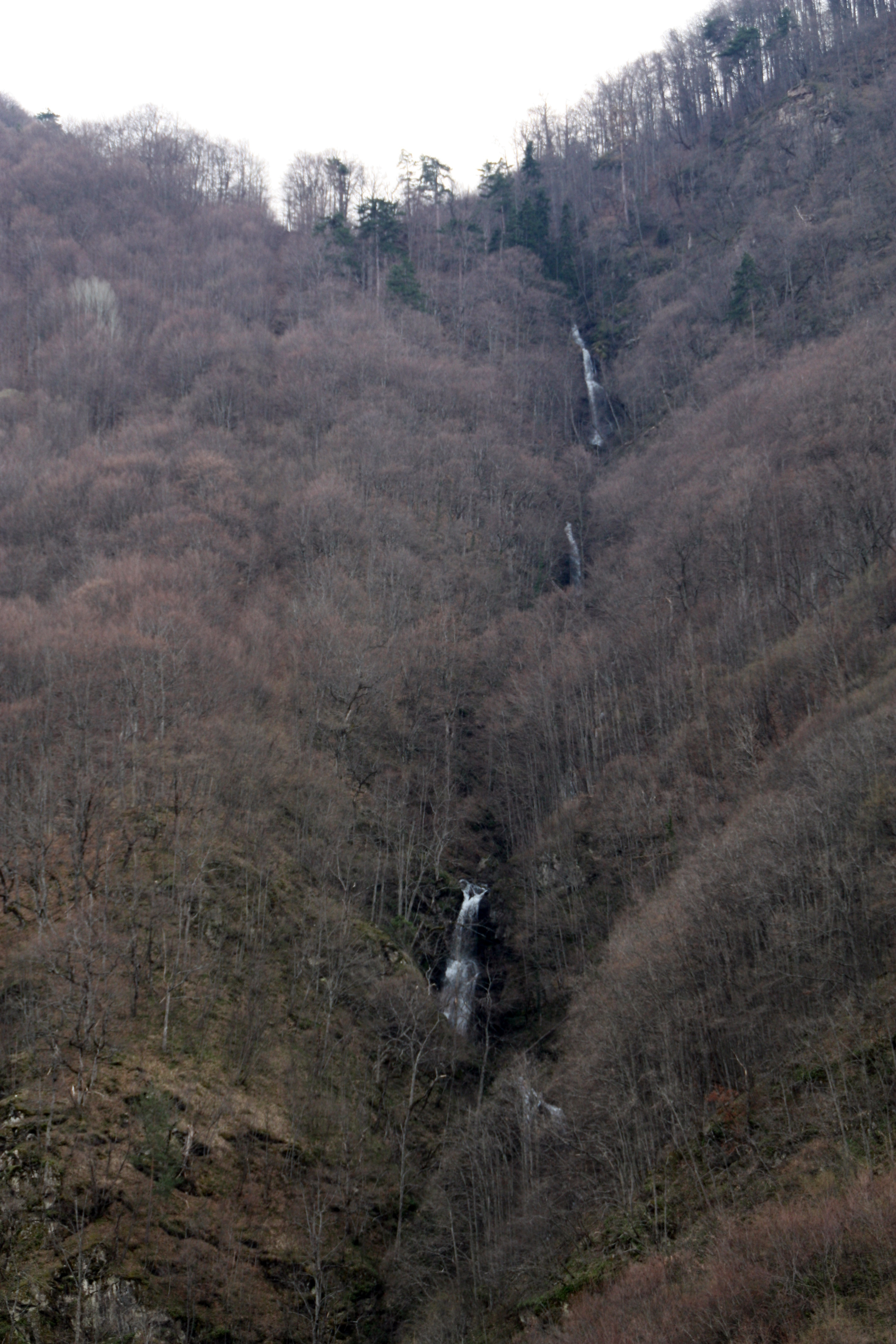
Naturpark Rila Kloster – Wasserfall
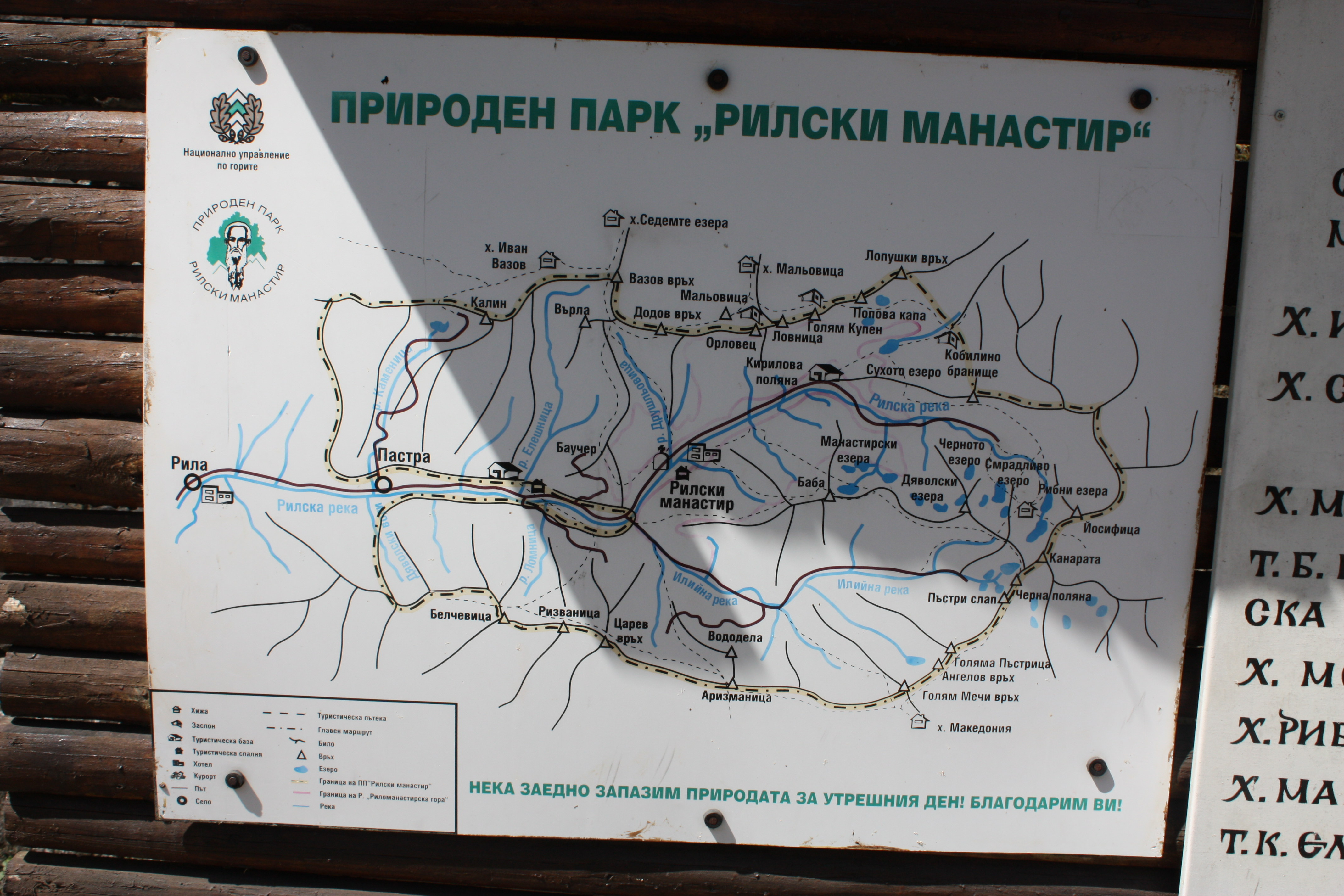
Karte vom Naturpark Rila Kloster (am Rilakloster)